# Francisca Valenzuela

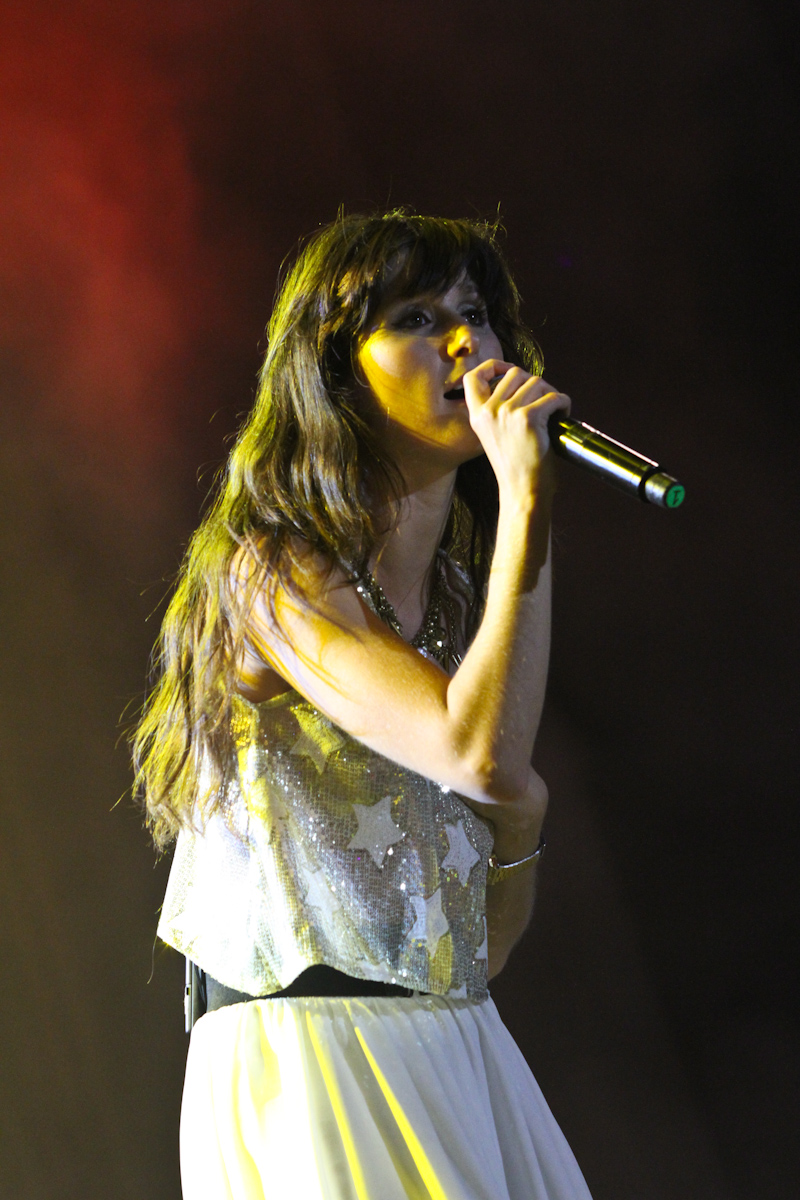
Francisca Valenzuela (2012)

Francisca Valenzuela (* 17. März 1987 in San Francisco) ist eine US-amerikanische Sängerin und Schauspielerin chilenischer Abstammung. Sie steht bei Feria Music Records unter Vertrag.

## Leben
Valenzuela wuchs bis zum 12. Lebensjahr in San Francisco auf und zog dann nach Santiago de Chile. Sie wurde in Chile als lateinamerikanische Sängerin bekannt. 2007 veröffentlichte sie das Album Muérdete La Lengua, 2011 Buen Soldado. Für beide Alben erhielt sie in Chile Gold bzw. Platin. Außerdem ist sie im chilenischen TV-Serien als Nebendarstellerin aktiv.

## Diskografie

### Alben
- 2007: Muérdete La Lengua (CL: Platin (+ 10.000)[1])
- 2011: Buen Soldado (CL: Gold (+ 5.000)[1])
- 2014: Tajo Abierto

### Singles
- 2006: Peces
- 2006: Dulce
- 2007: Muérdete La Lengua
- 2008: Afortunada
- 2008: Muleta
- 2009: El Tiempo en Las Bastillas
- 2011: Quiero Verte Más
- 2011: Que Sería
- 2011: En Mi Memoria
- 2012: Buen Soldado
- 2014: Prenderemos fuego al cielo
- 2014: Armadura

### Gastbeiträge
- 2009: Help Me (mit Latin Bitman)
- 2010: Al Frío (mit Leonel García)
- 2012: Mucho Corazón (mit Sussie 4)

## Filmografie
- 2007: El baile en TVN
- 2007–2015: Teletón
- 2007–2012: Cadena Nacional
- 2009–2010: Movistar Música
- 2010: Vive Latino
- 2011: El Visionario
- 2011: Animal nocturno
- 2011–2012: Demasiado Tarde
- 2015: Maldita Moda
- 2016: Puro Chile
- 2017: Mujeres Primero